# Podwilk

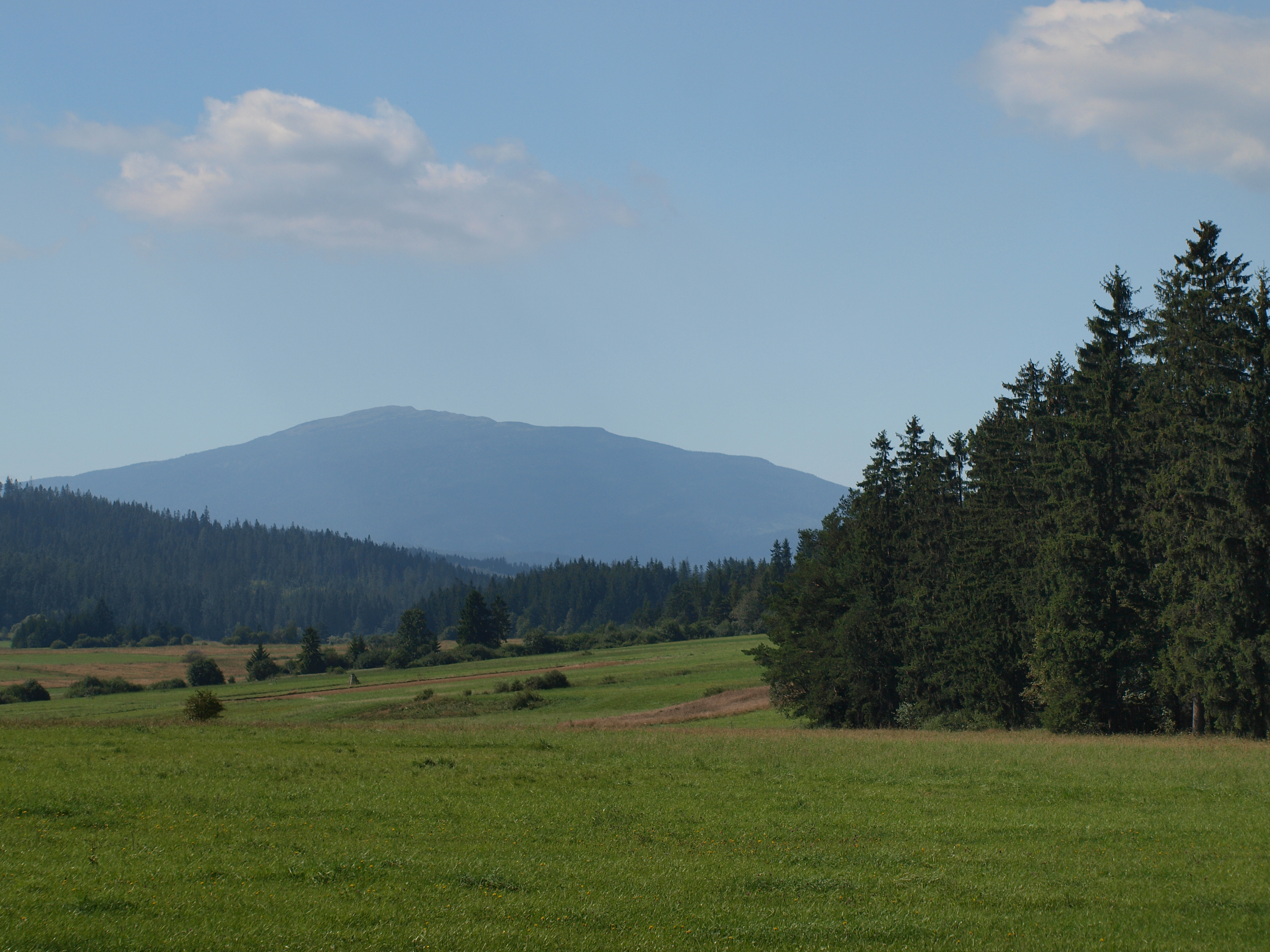
Podwilk, widok na Babią Górę

Podwilk (węg. Podvilk, słow. Podvlk) – wieś w Polsce położona w województwie małopolskim, w powiecie nowotarskim, w gminie Jabłonka. W latach 1920–1925 siedziby zbiorowej gminy Podwilk.

## Położenie
Miejscowość położona jest w dolinie rzeki Czarna Orawa i pod względem geograficznym znajduje się w mezoregionie Beskid Orawsko-Podhalański, który jest częścią Beskidu Żywieckiego. Znajduje się przy drodze krajowej nr 7.

## Części wsi
Integralne części wsi Podwilk: Bosakowa, Kierpcowa, Kobiałkowa, Kozakowa, Kudzie, Kuligowa, Łapitowa, Madejowa, Majchrzakowa, Makuchowa,
Marchewkowa, Marszałkowa, Ostrożowa, Pitowa, Psiarnia, Pytlowa, Sorce, Szczechurowa, Szyszkowa, Tułaczówka, Warżelowa, Więcierska, Zagroda, Zelowa, Ziemiaństwo.

## Historia
Podwilk, początkowo zwany Orawką pod Wilkiem względnie Wilczkiem, Orawką Wielką czy Wielkim Andrzejowskim, lokowany był w 1585 r. Wieś swoją ostateczną nazwę zawdzięcza pierwszemu sołtysowi Feliksowi Wilczkowi. Został on wraz z dwudziestoma osadnikami zwolniony przez Jana Abaffyego, przełożonego Zamku Orawskiego, od wszelkich czynszów i danin na przeciąg 16 lat. Inwentarze Zamku z lat 1598 i 1604 wykazują, że było tu odpowiednio 20 i 15 gospodarstw. Z kolei, w rejestrze z 1624 r. w Orawce pod Wilczkiem występuje sołtys Marcin Wilczek z czterema zagrodnikami oraz 26 gospodarzy, z których wielu ma polskie nazwiska, takie jak Kocur, Kozak, Marszałek, Surówka, Szczurek, Trzop. Do rozwoju wsi przyczyniły się ulgi przyznane jej mieszkańcom przez Jerzego Thurzona w latach 1606 i 1613 (w tym ostatnim przypadku w związku ze zniszczeniami wojennymi spowodowanymi powstaniem Bocskaya).
W 1674 r. sołtysi ród Wilczków został nobilitowany w nagrodę za pomoc wojskową okazaną cesarstwu przy tłumieniu powstania Kaspra Piki. Rok wcześniej Wilczkowie otrzymali na własność dobra stanowiące uposażenie sołectwa. Następcami Wilczków została spolszczona rodzina Divekych. Ich dworek wybudowany w 1780 r. i przerobiony w pierwszej połowie XIX w., spłonął w 1974 r., a w pożarze przepadły cenne dla historii Orawy dokumenty rodu Wilczków.
W 1614 r. Thurzo wykorzystał zapał Wilczków oraz katolickich gromad Podwilka i sąsiednich wsi, pragnących uzyskać własny kościół parafialny. Zgodził się na budowę drewnianej świątyni, którą zaraz zamienił na farę protestancką. Obejmowała ona także kilka okolicznych wsi. Nie wpłynęło to jednak na znaczną zmianę przekonań religijnych miejscowej ludności. W 1659 r. było bowiem w Podwilku 160 katolików i tylko 9 protestantów, a łączna liczba tych ostatnich w pobliskich wsiach nie przekraczała 10. W inwentarzu z 1677 r. wieś wymieniona została jako należąca do parafii protestanckiej w Jabłonce. Już od ok. 1650 r. mieszkańcy wsi należeli do katolickiej parafii w Orawce. W 1687 r. zbór luterański został zlikwidowany i zamieniony na kościół katolicki. Drewniany kościół przetrwał do 1767 r., kiedy to na jego miejscu zbudowany został obecny kościół.
Do 1918 r. wieś należała do Węgier. 5 listopada 1918 r. wieś została przyłączona do Polski. 28 listopada 1918 r. Dekretem Tymczasowego Naczelnika Państwa Józefa Piłsudskiego, przyjętym przez rząd ludowy Jędrzeja Moraczewskiego zarządzone zostały tu wybory powszechne do Sejmu Ustawodawczego na dzień 26 stycznia 1919 r. Przynależność do Polski potwierdziło 31 grudnia 1918 r. polsko-czechosłowackiego porozumienie zawarte w Chyżnem wyznaczające przebieg tymczasowej granicy wprost od Babiej Góry do Tatr. Jednakże 13 stycznia 1919 r., wobec coraz trudniejszej sytuacji wojsk polskich w wojnie polsko-bolszewickiej i na skutek sfingowanego rozkazu naczelnego wodza Sił Sprzymierzonych gen. Ferdynanda Focha, Wojsko Polskie otrzymało rozkaz wycofania się z tego terenu i w jego miejsce wkroczyło wojsko czechosłowackie. 27 września 1919 r. Rada Ambasadorów zapowiedziało przeprowadzenie tu plebiscytu, i wiosną 1920 r. teren plebiscytowy (całość Górnej Orawy) znalazł się pod kontrolą Międzysojuszniczej Komisji Rządzącej i Plebiscytowej, ale do plebiscytu nie doszło. Decyzją Rady Ambasadorów z 28 lipca 1920 r. wieś powróciła w granice państwa polskiego.
Od 21 listopada 1939 do początku 1945 Podwilk był okupowany przez Słowację. 1 listopada 1940 w okupowanym przez Słowaków Podwilku odsłonięto pomnik poświęcony żołnierzom niemieckim poległym w kampanii wrześniowej. Cenną pamiątkę polskości Orawy – duży olejny obraz Matki Boskiej Częstochowskiej z parą fundatorów – wywiózł w 1945 r. wraz z kronikami i metrykami kościelnymi słowacki proboszcz ks. Paweł Sopko.
Podwilk był zasiedlony i zamieszkiwany przez ludność polską. Według węgierskiego spisu z 1910 r. Polacy stanowili 92,8% ogółu mieszkańców (1271 osób). Współcześnie Podwilk liczy ok. 2000 mieszkańców.
W latach 1954-1972 wieś była siedzibą gromady Podwilk. W latach 1975–1998 miejscowość administracyjnie należała do województwa nowosądeckiego.

## Zabytki
Obiekty wpisane do rejestru zabytków nieruchomych województwa małopolskiego.
- Kościół parafialny pw. św. Marcina.
Kościół z 1767 r. Budowla orientowana, murowana z kamienia, otynkowana. Na plan kościoła składa się trójprzęsłowa nawa z przytykającą do niej kwadratową wieżą o trzech kondygnacjach oraz krótkie, jednoprzęsłowe, półkoliście zamknięte prezbiterium. Od strony północnej do prezbiterium dostawiona jest zakrystia. Na wieży, wśród dzwonów z okresu międzywojennego, wisi dzwon półmetrowej średnicy pochodzący z 1702 r.
- Cmentarz żydowski w Podwilku.
Cmentarz z 2. połowy XIX w., jest jedynym cmentarzem żydowskim w polskiej części Orawy.

## Turystyka
- Rezerwat przyrody Bembeńskie – leśny, wodny i florystyczny rezerwat przyrody o powierzchni 40,54 ha.
- Baza namiotowa „Madejowe Łoże” w Podwilku

## Ludzie związani z Podwilkiem (wg roku urodzenia)
- W Podwilku urodził się i działał Eugeniusz Stercula (Stercuła) (ur. 1879, zm. 15 czerwca 1939 r. w Szászvár, Węgry) – fotograf, etnograf, aptekarz, działacz niepodległościowy, twórca biblioteki polskiej w Jabłonce (1910  r.), walczący o przyznania Polakom na Orawie takich samych praw, jakie miały inne mniejszości narodowe na terenie Węgier, tj. prawo do używania języka polskiego w kościele, szkołach i urzędach najniższego szczebla. Był jedną z trzech osób (obok Adorjána Divéky’ego i  Aleksandra Matonoga) dzięki którym w 1910 r. ludność polska na części Górnej Orawy ponownie została ujęta w spisie ludności, jako Polacy, a nie Słowacy (w 14 polskich wsiach powiatu trzciańskiego 96,1% ludności określiło się wtedy Polakami). Jeden z trzech współautorów (obok ks. Ferdynanda Machaya i A. Matonoga) broszury Co my za jedni? (1911 r.) do której napisał tekst Wstyd się wstydzić ojca i matki swojej. Od 1913 r. był współpracownikiem „Gazety Podhalańskiej”. Doprowadził do tego że na Wielkanoc i w czerwcu 1914 r. odbyły się w Jabłonce Misje Święte, podczas których – po raz pierwszy od kilkudziesięciu lat – głoszono oficjalnie „słowo Boże po polsku”. W 1914 r. był współzałożycielem „Komitetu dla Spraw Spiża i Orawy” („Komitetu Głównego dla Spraw Ludności Polskiej na Spiżu i Orawie”), uczestnikiem delegacji orawskiej na „Dzień Spiża i Orawy” w Zakopanem. W 1919 r. współpracownik Komitetu Obrony Spisza, Orawy, Czadeckiego i  Podhala w Nowym Targu. W maju 1919 r. aresztowany przez okupacyjne władze czechosłowackie i więziony w obozie dla internowanych. 4 lipca 2020 r. upamiętniony tabliczką na Murze Orawskich Ojców Niepodległości w Lipnicy Wielkiej. Jego imię nosi jedna z ulic w Jabłonce[7].

- W Podwilku urodził się i zmarł Aleksander Matonóg (Matonog) (ur. w 1886 r., zm. 6 kwietnia 1918 r.) – „pierwszy apostoł naszej polskości” na Orawie (ks. F. Machay); od ok. 1908 r. terenowy współpracownik Jana Bednarskiego, utrzymujący też kontakty z Julianem Teisseyre. Wraz z Eugeniuszem Sterculą starał się o to żeby polskiej ludności na Orawie przyznano takie same prawa, jakie miały inne mniejszości narodowe na terenie Węgier, tj. prawo do używania języka polskiego w kościele, szkołach i urzędach najniższego szczebla. Był jedną z trzech osób (obok Adorjána Divéky’ego i Eugeniusza Sterculi) dzięki którym w 1910 r. ludność polska na części Górnej Orawy ponownie została ujęta w spisie ludności, jako Polacy, a nie Słowacy (w 14 polskich wsiach powiatu trzciańskiego 96,1% ludności określiło się Polakami). Jeden z trzech współautorów (obok ks. Ferdynanda Machaya i A. Matonoga) broszury Co my za jedni? (1911 r.) do której napisał tekst Po naszemu. Współpracownik „Gazety Podhalańskiej”, do której napisał wielu tekstów informacyjnych z Orawy (zwykle podpisywanych jako „Góral spod Babiej Góry”, „Kołecek”, lub „Kudloc”). 4 lipca 2020 r. został upamiętniony tabliczką na Murze Orawskich Ojców Niepodległości w Lipnicy Wielkiej[7].

- Od 1921 do śmierci, 7 listopada 1952 r., w Podwilku mieszkał i pracował Wojciech Lorencowicz (ur. 21 marca 1886 r. w Krepmachach), w okresie 1918-1920 działacz niepodległościowy na Spiszu, organizator i dowódca Kompanii Spiskiej oraz Tajnej Organizacji Wojskowej na Spiszu, od 1921 do 1939 i 1945-1952 nauczyciel i kierownik Szkoły Powszechnej nr 1 im. Królowej Jadwigi w Podwilku, organista i w 1924 r. założyciel orkiestry dętej; w latach 1921-1939 przewodniczący miejscowego Koła Towarzystwa Szkoły Ludowej, członek, a potem przewodniczący miejscowej Ochotniczej Straży Pożarnej. 7 października 1928 wraz z proboszczem parafii św. Marcina w Podwilku z ks. Janem Góralikiem założyciel Kasy Stefczyka (dzisiejszy Bank Spółdzielczy w Jabłonce) w której prowadził księgowość oraz sekretariat. Od 1930 do 1932 roku prezes koła Bezpartyjnego Bloku Współpracy z Rządem Józefa Piłsudskiego, spoczywa na Cmentarzu Makuchowskim (Górzańskim)[8][11].

- W okresie międzywojennym proboszczem parafii św. Marcina w Podwilku był ks. Jan Góralik (ur. 1889), dziekan Orawy, działacz społeczny, 7 października 1928 założyciel Kasy Stefczyka (dzisiejszy Bank Spółdzielczy w Jabłonce), której celem było polepszenie sytuacji materialnej mieszkańców Orawy. 2 września 1939 r. wraz z wikariuszem i grupą parafian został aresztowany przez Niemców, początkowo więziony był w Trzcianie, potem w obozach jenieckich, a następnie w obozach koncentracyjnych w Buchenwaldzie, i Dachau, gdzie zmarł 26 października 1942 r.[12][13][14]. Jego imię od 14 października 2015 nosiło Gimnazjum w Podwilku, a po jego likwidacji i reorganizacji od 30 października 2019 nosi Szkoła Podstawowa nr 2 w Podwilku[15].

- W Podwilku zmarł 25 stycznia 1939 r. Wendelin Dziubek (1897-1939), nauczyciel, działacz patriotyczny, regionalny i społeczny, sygnatariusz Układu Chyżniańskiego (1918), w latach 1919–1920 organizator i dowódca Legii Spisko-Orawskiej oraz Tajnej Organizacji Wojskowej na Orawie.

## Kultura
We wsi jest używana gwara orawska, zaliczana przez polskich językoznawców jako gwara dialektu małopolskiego języka polskiego, przez słowackich zaś jako gwara przejściowa polsko-słowacka.